# Elecciones estatales de Espírito Santo de 2022
Las elecciones estatales de Espírito Santo en 2022 se realizaron el 2 de octubre como parte de las elecciones generales y eligieron un gobernador, un vicegobernador, un senador, 10 diputados a la Cámara de Diputados y 30 diputados a la Asamblea Legislativa, con la segunda vuelta a celebrarse el 30 de octubre. El proceso electoral de 2022 está marcado por la sucesión al cargo del actual gobernador, Renato Casagrande, del Partido Socialista Brasileño (PSB), quien pudo postularse a la reelección. Para la elección al Senado Federal, está en disputa la vacante ocupada por Rose de Freitas (MDB), elegida en 2014 y que se presentó a la reelección. Hubo una segunda vuelta en el estado por primera vez desde 1994.
El gobernador y el vicegobernador elegidos en esta elección ejercerán su mandato unos días más. Esto se debe a la Enmienda Constitucional N° 111, que modificó la Constitución y estipuló que el mandato de los gobernadores de los estados y del Distrito Federal debía comenzar el 6 de enero después de la elección. Sin embargo, los candidatos electos en esta elección tomarán posesión el 1 de enero de 2023 y entregarán su cargo el 6 de enero de 2027.

## Calendario electoral
| Calendario electoral       | Calendario electoral                                                                      |
| -------------------------- | ----------------------------------------------------------------------------------------- |
| 15 de mayo                 | Inicio del financiamiento para precandidatos                                              |
| 20 de julio al 5 de agosto | Convenciones partidarias para elegir candidatos y coaliciones                             |
| 2 de octubre               | Primera vuelta de las elecciones                                                          |
| 7 al 28 de octubre         | Publicidad electoral gratuita en radio y televisión relativa a una posible segunda vuelta |
| 30 de octubre              | Segunda vuelta electoral                                                                  |
| hasta el 19 de diciembre   | Diplomatura de los elegidos por el Tribunal Electoral                                     |

## Candidatos a Gobernador de Espírito Santo
Las convenciones del partido comenzaron el 20 de julio y se prolongaron hasta el 5 de agosto. Los siguientes partidos políticos ya han confirmado sus candidaturas. Los partidos políticos tienen hasta el 15 de agosto de 2022 para registrar formalmente a sus candidatos.

### Candidaturas confirmadas
Nota: el siguiente cuadro está organizado en orden alfabético de candidatos, según el nombre registrado en el Tribunal Electoral.
     Candidato electo     Candidato que pasó a la segunda vuelta
| Gobernador)       | Gobernador) | Gobernador) | Vicegobernador    | Vicegobernador | Vicegobernador | Nª | Coalición/Federación                                                                                             | Tiempo en franja |
| Candidato         | Roto        | Roto        | Candidato         | Roto           | Roto           | Nª | Coalición/Federación                                                                                             | Tiempo en franja |
| ----------------- | ----------- | ----------- | ----------------- | -------------- | -------------- | -- | --- | ---------------- |
| Aridelmo Teixeira |             | NOVO        | Camila Domingues  |                | NOVO           | 30 | | 24s              |
| Audifax Barcelos  |             | REDE        | Teniente Andressa |                | SD             | 18 | Compromiso con la Vida Fed (PSOL-REDE), SD, AVANTE, PROS                                                         | 1min40s          |
| Vinicius Souza    |             | PSTU        | Soraia Chiabai    |                | PSTU           | 16 | |                  |
| Carlos Manato     |             | PL          | Bruno Lourenço    |                | PTB            | 22 | Espíritu Santo de Todos los Capixabas PL, PTB                                                                    | 1min19s          |
| Claudio Paiva     |             | PRTB        | Marco Aurelio     |                | PRTB           | 28 | |                  |
| Guerino Zanón     |             | PSD         | Marco Magalhães   |                | PSD            | 55 | Espíritu Santo merece más PSD, DC, PMB                                                                           | 1min06s          |
| Renato Casagrande |             | PSB         | Ricardo Ferraço   |                | PSDB           | 40 | Juntos por un Espíritu Santo más Fuerte PSB, Fed (PSDB-Cidadania), MDB, FE Brasil (PT, PCdoB, PV), PP, PDT, PODE | 5min32s          |

## Candidatos al Senado Federal
Nota: el siguiente cuadro está organizado en orden alfabético de candidatos, según el nombre registrado en el Tribunal Electoral.

### Candidatos oficiales
Candidato electo
| Senador                  | Senador                      | Senador      | Suplentes                      | Suplentes | Suplentes    | Nª  | Coalición/Federación                                                                                             | Tiempo en franja |
| Candidato                | Partido                      | Partido      | Candidatos                     | Partido   | Partido      | Nª  | Coalición/Federación                                                                                             | Tiempo en franja |
| ------------------------ | ---------------------------- | ------------ | ------------------------------ | --------- | ------------ | --- | --- | ---------------- |
| Antônio Bungenstab       |                              | PRTB         | 1ª suplente: Socorro           |           | PRTB         | 288 | |                  |
| Antônio Bungenstab       | 2° suplente: Ceumar          | PRTB         |                                |           | PRTB         | 288 | |                  |
| Idalécio Carone          |                              | Agir         | 1º suplente: Cezar Assreuy     |           | Agir         | 366 | |                  |
| Idalécio Carone          | 2º suplente Luciano Xerox    | Agir         |                                |           | Agir         | 366 | |                  |
| Coronel Lugato           |                              | DC           | 1ª suplente: Carla da Excursão |           | DC           | 277 | |                  |
| Coronel Lugato           | 2° suplente: Fernando Meier  | DC           |                                |           | DC           | 277 | |                  |
| Erick Musso              |                              | Republicanos | 1° suplente: Edimar            |           | Republicanos | 100 | Es la hora de la gente Republicanos, UNIÃO, PSC, PATRI                                                           | 1min25s          |
| Erick Musso              | 2° suplente: Bruna Rafaella  | Republicanos |                                |           | Republicanos | 100 | Es la hora de la gente Republicanos, UNIÃO, PSC, PATRI                                                           | 1min25s          |
| Filipe Skiter            |                              | PSTU         | 1° suplente: Átila Ibilê       |           | PSTU         | 161 | |                  |
| Filipe Skiter            | 2° suplente: Cosme Fermino   | PSTU         |                                |           | PSTU         | 161 | |                  |
| Gilberto Campos Coletiva |                              | PSOL         | 1ª suplente: Rafaella Machado  |           | PSOL         | 500 | Fed. PSOL REDE                                                                                                   | 12s              |
| Gilberto Campos Coletiva | 2° suplente: Wilson Junior   | PSOL         |                                |           | PSOL         | 500 | Fed. PSOL REDE                                                                                                   | 12s              |
| Magno Malta              |                              | PL           | 1° suplente: Abraão Veloso     |           | PL           | 222 | Espíritu Santo de Todos los Capixabas PL, PTB                                                                    | 33s              |
| Magno Malta              | 2° suplente: Tenente Emerson | PL           |                                |           | PL           | 222 | Espíritu Santo de Todos los Capixabas PL, PTB                                                                    | 33s              |
| Nelson Júnior            |                              | Avante       | 1° suplente: Marcel Carone     |           | Avante       | 700 | | 10s              |
| Nelson Júnior            | 2° suplente: Romeu Rocha     | Avante       |                                |           | Avante       | 700 | | 10s              |
| Rose de Freitas          |                              | MDB          | 1° suplente: Solange Lube      |           | MDB          | 156 | Juntos por un Espíritu Santo más Fuerte PSB, Fed (PSDB-Cidadania), MDB, FE Brasil (PT, PCdoB, PV), PP, PDT, PODE | 2min37s          |
| Rose de Freitas          | 2ª suplente: Vera Costa      | MDB          |                                | PDT       |              | 156 | Juntos por un Espíritu Santo más Fuerte PSB, Fed (PSDB-Cidadania), MDB, FE Brasil (PT, PCdoB, PV), PP, PDT, PODE | 2min37s          |

     Eleito

## Debates
Los debates televisados están programados para realizarse entre el 7 de agosto y el 27 de septiembre de 2022 en primera vuelta. Las emisoras optaron por invitar solo a los candidatos que estaban bien ubicados en las encuestas.
| Fecha       | Organizadores  | Mediador      | Casagrande (PSB) | Zanon (PSD) | Manato (PL) | Audifax (REDE) | Aridelmo (NOVO) |
| ----------- | -------------- | ------------- | ---------------- | ----------- | ----------- | -------------- | --------------- |
| 27/9, 22:30 | TV Gazeta y G1 | Mario Bonella | P                | P           | P           | P              | P               |

## Encuestas

### Gobernador
| Encuestadora                     | Fecha           | Muestra | Casagrande (PSB)   | Manato (PL)   | Audifax (REDE) | Guerino (PSD) | Aridelmo (NOVO) | Vinicius (PSTU) | Claudio (PRTB) | B/N   | NS/NR  | Ventaja |    |    |    |    |    |     |
| -------------------------------- | --------------- | ------- | ------------------ | ------------- | -------------- | ------------- | --------------- | --------------- | -------------- | ----- | ------ | ------- | -- | -- | -- | -- | -- | --- |
| Encuestadora                     | Fecha           | Muestra | IPEC ES-01181/2022 | 28–30/09/2022 | 800            | 53%           | 23%             | 6%              | 6%             | B/N   | NS/NR  | Ventaja | 1% | 1% | 1% | 5% | 5% | 30% |
| Real Time Big Data ES-06614/2022 | 26–27/09/ 2022  | 1 000   | 46%                | 26%           | 7%             | 6%            | 1%              | 1%              | 0%             | 6%    | 7%     | 20%     |    |    |    |    |    |     |
| Ipopes ES-07659/2022             | 21–26/09/2022   | 1 260   | 40,48%             | 16,67%        | 7,30%          | 12,06%        | 0,87%           | 0,48%           | 0,40%          | 7,54% | 14,21% | 23,81%  |    |    |    |    |    |     |
| IPEC ES-08455/2022               | 19–21/09/2022   | 800     | 53%                | 18%           | 7%             | 7%            | 0%              | 1%              | 0%             | 7%    | 8%     | 35%     |    |    |    |    |    |     |
| IPEC ES-02445/2022               | 30/08–01/092022 | 800     | 56%                | 19%           | 5%             | 5%            | 1%              | 3%              | 1%             | 5%    | 6%     | 37%     |    |    |    |    |    |     |
| Real Time Big Data ES-09325/2022 | 23–24/08/2022   | 1 500   | 49%                | 21%           | 4%             | 6%            | 2%              | 2%              | 0%             | 6%    | 10%    | 28%     |    |    |    |    |    |     |
| Ipopes ES-02056/2022             | 19–23/08/2022   | 1 260   | 44,60%             | 12,16%        | 7,30%          | 7,94%         | 0,48%           | 0,87%           | 0,87%          | 6,03% | 19,76% | 32,44%  |    |    |    |    |    |     |
| IPEC ES-09385/2022               | 14–16/08/2022   | 608     | 52%                | 10%           | 7%             | 5%            | 1%              | 2%              | 1%             | 11%   | 11%    | 42%     |    |    |    |    |    |     |

### Segundo turno
| Instituto                        | Período                  | Muestra | Casagrande (PSB)   | Manato (PL)              | B/N   | NS/NR | Ventaja |     |     |     |    |    |    |
| -------------------------------- | ------------------------ | ------- | ------------------ | ------------------------ | ----- | ----- | ------- | --- | --- | --- | -- | -- | -- |
| Instituto                        | Período                  | Muestra | IPEC ES-02718/2022 | 27–29 de outubro de 2022 | B/N   | NS/NR | Ventaja | 800 | 50% | 44% | 3% | 3% | 6% |
| Real Time Big Data ES-09004/2022 | 25–26 de outubro de 2022 | 1 000   | 48%                | 46%                      | 4%    | 2%    | 2%      |     |     |     |    |    |    |
| Perfil EX-05877/2022             | 24–26 de outubro de 2022 | 1 200   | 51,58%             | 39,67%                   | 5,25% | 3,5%  | 11,91%  |     |     |     |    |    |    |
| Veritá ES-01884/2022             | 19–21 de outubro de 2022 | 1 512   | 46,1%              | 50,3%                    | 1,8%  | 1,7%  | 4,2%    |     |     |     |    |    |    |
| IPEC ES-04994/2022               | 19–21 de outubro de 2022 | 800     | 49%                | 40%                      | 4%    | 6%    | 9%      |     |     |     |    |    |    |
| Real Time Big Data ES-03513/2022 | 18–19 de outubro de 2022 | 1 000   | 48%                | 45%                      | 3%    | 3%    | 3%      |     |     |     |    |    |    |
| Veritá ES-02626/2022             | 13–16 de outubro de 2022 | 1 512   | 46,2%              | 48,6%                    | 2,9%  | 2,3%  | 2,4%    |     |     |     |    |    |    |
| Real Time Big Data ES-05269/2022 | 10–11 de outubro de 2022 | 1 000   | 48%                | 42%                      | 6%    | 4%    | 6%      |     |     |     |    |    |    |

### Senador Federal
| Instituto                        | Período                             | Muestra | Magno (PL)         | Rose (MDB)                | Musso (Republicanos) | Carone (Agir) | Nelson (Avante) | Gilberto (PSOL) | Lugato (DC) | Bungenstab (PRTB) | Skiter (PSTU) | B/N    | NS/NR  | Ventaja |    |    |    |    |     |    |
| -------------------------------- | ----------------------------------- | ------- | ------------------ | ------------------------- | -------------------- | ------------- | --------------- | --------------- | ----------- | ----------------- | ------------- | ------ | ------ | ------- | -- | -- | -- | -- | --- | -- |
| Instituto                        | Período                             | Muestra | IPEC ES-01181/2022 | 28–30 de setembro de 2022 | 800                  | 29%           | 35%             | 9%              | 2%          | 2%                | 1%            | B/N    | NS/NR  | Ventaja | 1% | 0% | 1% | 8% | 13% | 6% |
| Real Time Big Data ES-06614/2022 | 26–27 de setembro de 2022           | 1 000   | 32%                | 32%                       | 8%                   | 0%            | 1%              | 1%              | 1%          | 1%                | 0%            | 11%    | 13%    | Empate  |    |    |    |    |     |    |
| Ipopes ES-07659/2022             | 21–26 de setembro de 2022           | 1 260   | 25,24%             | 22,46%                    | 11,83%               | 0,63%         | 1,11%           | 0,95%           |             |                   | 0,87%         | 13,57% | 23,33% | 2,78%   |    |    |    |    |     |    |
| IPEC ES-08455/2022               | 19–21 de setembro de 2022           | 800     | 27%                | 31%                       | 8%                   | 2%            | 1%              | 1%              | 2%          | 0%                | 1%            | 11%    | 16%    | 4%      |    |    |    |    |     |    |
| IPEC ES-02445/2022               | 30 de agosto–01 de setembro de 2022 | 800     | 27%                | 27%                       | 5%                   | 4%            | 3%              | 1%              | 3%          | 1%                | 0%            | 11%    | 19%    | Empate  |    |    |    |    |     |    |
| Real Time Big Data ES-09325/2022 | 23–24 de agosto de 2022             | 1 500   | 33%                | 20%                       | 4%                   | 1%            | 1%              | 2%              | 2%          | 0%                | 1%            | 14%    | 23%    | 13%     |    |    |    |    |     |    |
| Ipopes ES-02056/2022             | 19–23 de agosto de 2022             | 1 260   | 27,70%             | 17,78%                    | 4,92%                | 1,75%         | 1,59%           | 1,27%           | 0%          | 0%                | 1,11%         | 9,37%  | 34,52% | 9,92%   |    |    |    |    |     |    |
| IPEC ES-09385/2022               | 14–16 de agosto de 2022             | 608     | 29%                | 22%                       | 4%                   | 5%            | 1%              | 2%              |             | 0%                | 1%            | 17%    | 18%    | 7%      |    |    |    |    |     |    |

## Resultados

### Gobernador
| Candidatos                | Candidatos                | Candidatos                 | Primera vuelta | Primera vuelta | Segunda vuelta | Segunda vuelta |
| Gobernador                | Gobernador                | Vicegobernador/a           | Total          | %              | Total          | %              |
| ------------------------- | ------------------------- | -------------------------- | -------------- | -------------- | -------------- | -------------- |
|                           | Renato Casagrande (PSB)   | Ricardo Ferraço (PSDB)     | 976,652        | 46,94          | 1,171,288      | 53,80          |
|                           | Carlos Manato (PL)        | Bruno Lourenço (PTB)       | 800,598        | 38,48          | 1,006,021      | 46,20          |
|                           | Guerino Zanón (PSD)       | Marco Magalhães (PSD)      | 146,177        | 7,03           |                |                |
|                           | Audifax Barcelos (REDE)   | Teniente Andressa (SD)     | 135,512        | 6,51           |                |                |
|                           | Aridelmo Teixeira (NOVO)  | Camila Domingues (NOVO)    | 15,786         | 0,76           |                |                |
|                           | Vinicius Souza (PSTU)     | Soraia Chiabai (PSTU)      | 4,505          | 0,22           |                |                |
|                           | Claudio Paiva (PRTB)      | Aurelio Ferreguetti (PRTB) | 1,418          | 0,07           |                |                |
|                           |                           |                            |                |                |                |                |
| Votos válidos             | Votos válidos             | Votos válidos              | 2,080,648      | 90,01          | 2.177.309      | 93,92          |
| Votos en blanco           | Votos en blanco           | Votos en blanco            | 101,146        | 4,37           | 46.259         | 1,99           |
| Votos nulos               | Votos nulos               | Votos nulos                | 129,835        | 5,62           | 94.782         | 4,09           |
| Total                     | Total                     | Total                      | 2,311,629      | 100,00         | 2.318.350      | 100,00         |
| Registrados/Participación | Registrados/Participación | Registrados/Participación  | 2,917,714      | 79,23          | 2.917.863      | 79,45          |

### Senador Federal
| Candidato                 | Candidato                  | Total     | %      |
| ------------------------- | -------------------------- | --------- | ------ |
|                           | Magno Malta (PL)           | 821,189   | 41,95  |
|                           | Rosa de Freitas (MDB)      | 747,104   | 38,17  |
|                           | Erick Musso (Republicanos) | 337,642   | 17,25  |
|                           | Gilberto Campos (PSOL)     | 20,138    | 1,03   |
|                           | Nelson Júnior (Avante)     | 11,787    | 0,60   |
|                           | Coronel Lugato (DC)        | 7,978     | 0,41   |
|                           | Filipe Skiter (PSTU)       | 5,621     | 0,29   |
|                           | Carone (Agir)              | 3,357     | 0,17   |
|                           | Antonio Bungenstab (PRTB)  | 2,534     | 0,13   |
|                           |                            |           |        |
| Votos válidos             | Votos válidos              | 1,957,350 | 84,67  |
| Votos en blanco           | Votos en blanco            | 180,346   | 7,81   |
| Votos nulos               | Votos nulos                | 173,933   | 7,52   |
| Total                     | Total                      | 2,311,629 | 100,00 |
| Registrados/Participación | Registrados/Participación  | 2,917,714 | 79,23  |

### Diputados federales electos
Los candidatos electos se enumeran con información adicional de la Cámara de Diputados .
| Nombre                          | Partido      | Votos   | Ciudad de orgien      | Estado         |
| ------------------------------- | ------------ | ------- | --------------------- | -------------- |
| Helder Salomón                  | PT           | 120,337 | Gobernador Lindenberg | Espírito Santo |
| Gilvan el Federal de la Derecha | PL           | 87,994  | Araioses              | Maranhão       |
| Evair de Melo                   | PP           | 75,034  | Concepción do Castelo | Espírito Santo |
| gilson daniel                   | PODE         | 74,215  | Duque de Caxias       | Río de Janeiro |
| Josias da Victoria              | PP           | 71,779  | Colatina              | Espírito Santo |
| médico Víctor                   | PODE         | 53,483  | Colatina              | Espírito Santo |
| Amaro Neto                      | Republicanos | 52,375  | Victoria              | Espírito Santo |
| roca jack                       | PT           | 51,317  | Colatina              | Espírito Santo |
| paulo foletto                   | PSB          | 48,776  | Colatina              | Espírito Santo |
| Mesías Donato                   | Republicanos | 42,640  | Itororo               | Bahía          |

#### Por Partido/Federación
| N.º                       | Partido                                          | Votos     | %      | Escaños | ±           |
| ------------------------- | ------------------------------------------------ | --------- | ------ | ------- | ----------- |
| 11                        | Progresistas (PP)                                | 296.301   | 14,21  | 2       | 1           |
| 22                        | Partido Liberal (PL)                             | 220.995   | 10,62  | 1       | Sin cambios |
| 13                        | Partido de los Trabajadores (PT)                 | 208.654   | 10,02  | 2       | 1           |
| 10                        | Republicanos (REP)                               | 200.917   | 9,64   | 2       | 1           |
| 40                        | Partido Socialista Brasileiro (PSB)              | 194.539   | 9,32   | 1       | 1           |
| 19                        | Podemos (PODE)                                   | 193.999   | 9,31   | 2       | 2           |
| 14                        | Partido Laborista Brasileño (PTB)                | 153.591   | 7,37   | 0       | Sin cambios |
| 12                        | Partido Democrático Laborista (PDT)              | 125.713   | 6,03   | 0       | 1           |
| 44                        | Unión Brasil (UNIÃO)                             | 123.947   | 5,95   | 0       | Sin cambios |
| 20                        | Partido Social Cristiano (PSC)                   | 123.750   | 5,94   | 0       | Sin cambios |
| 45                        | Partido de la Social Democracia Brasileña (PSDB) | 95.632    | 4,59   | 0       | Sin cambios |
| 51                        | Patriota (PATRI)                                 | 75.289    | 3,61   | 0       | Sin cambios |
| 18                        | Red de Sostenibilidad (REDE)                     | 21.739    | 1,04   | 0       | Sin cambios |
| 50                        | Partido Socialismo y Libertad (PSOL)             | 13.797    | 0,66   | 0       | Sin cambios |
| 30                        | Partido Nuevo (NOVO)                             | 8.819     | 0,42   | 0       | Sin cambios |
| 65                        | Partido Comunista de Brasil (PCdoB)              | 8.015     | 0,38   | 0       | Sin cambios |
| 77                        | Solidaridad (SD)                                 | 3.633     | 0,17   | 0       | Sin cambios |
| 70                        | Avante (AVANTE)                                  | 3.145     | 0,15   | 0       | Sin cambios |
| 55                        | Partido Social Democrático (PSD)                 | 2.644     | 0,13   | 0       | Sin cambios |
| 27                        | Democracia Cristiana (DC)                        | 2.070     | 0,10   | 0       | Sin cambios |
| 28                        | Partido Renovador Laborista Brasileño (PRTB)     | 2.023     | 0,10   | 0       | Sin cambios |
| 23                        | Ciudadanía (CIDADANIA)                           | 1.713     | 0,08   | 0       | 1           |
| 35                        | Partido de la Mujer Brasileña (PMB)              | 1.391     | 0,07   | 0       | Sin cambios |
| 43                        | Partido Verde (PV)                               | 1.118     | 0,05   | 0       | Sin cambios |
| 90                        | Partido Republicano de Orden Social (PROS)       | 534       | 0,03   | 0       | Sin cambios |
| 36                        | Actuar (AGIR-36)                                 | 462       | 0,02   | 0       | Sin cambios |
|                           |                                                  |           |        |         |             |
| Votos válidos             | Votos válidos                                    | 2.084.430 | 90,17  |         |             |
| Votos en blanco           | Votos en blanco                                  | 145.221   | 6,28   |         |             |
| Votos nulos               | Votos nulos                                      | 81.978    | 3,55   |         |             |
| Total                     | Total                                            | 2.311.629 | 100,00 | 10      | Sin cambios |
| Registrados/Participación | Registrados/Participación                        | 2.917.714 | 79,23  |         |             |

     Reeleito

### Diputados estatales electos
Están listados los candidatos electos para representar las 30 curules de la Asamblea Legislativa de Espírito Santo .
| Nombre                   | Partido      | Votos   | Ciudad de orgien        | Estado         |
| ------------------------ | ------------ | ------- | ----------------------- | -------------- |
| Sérgio Meneguelli        | Republicanos | 138.523 | Colatina                | Espírito Santo |
| Capitão Assumção         | PL           | 98.669  | Vila Velha              | Espírito Santo |
| João Coser               | PT           | 58.279  | Santa Teresa            | Espírito Santo |
| Camila Valadão           | PSOL         | 52.221  | Serra                   | Espírito Santo |
| Marcelo Santos           | PODE         | 41.627  | Vitória                 | Espírito Santo |
| Iriny Lopes              | PT           | 36.720  | Lavras                  | Minas Gerais   |
| Tyago Hoffmann           | PSB          | 32.123  | Guarapari               | Espírito Santo |
| Dr. Bruno Resende        | UNIÃO        | 31.897  | Cachoeiro de Itapemirim | Espírito Santo |
| Lucas Polese             | PL           | 29.490  | Colatina                | Espírito Santo |
| Vandinho Leite           | PSDB         | 29.156  | Aimorés                 | Minas Gerais   |
| Lucas Scaramussa         | PODE         | 26.720  | Linhares                | Espírito Santo |
| Raquel Lessa             | PP           | 26.439  | Pancas                  | Espírito Santo |
| Denninho Silva           | UNIÃO        | 25.986  | João Pessoa             | Paraíba        |
| Janete de Sá             | PSB          | 25.846  | Vitória                 | Espírito Santo |
| Delegado Danilo Bahiense | PL           | 24.970  | Vila Velha              | Espírito Santo |
| Pablo Muribeca           | Patriota     | 24.555  | Vitória                 | Espírito Santo |
| Adilson Espindula        | PDT          | 22.278  | Vitória                 | Espírito Santo |
| Theodorico Ferraço       | PP           | 20.888  | Cachoeiro de Itapemirim | Espírito Santo |
| Hudson Leal              | Republicanos | 20.804  | Vitória                 | Espírito Santo |
| Mazinho dos Anjos        | PSDB         | 20.731  | Vitória                 | Espírito Santo |
| Alexandre Xambinho       | PSC          | 20.722  | Vitória                 | Espírito Santo |
| José Esmeraldo           | PDT          | 20.219  | Cariacica               | Espírito Santo |
| Dary Paging              | PSB          | 18.721  | Baixo Guandu            | Espírito Santo |
| Fabrício Gandini         | Cidadania    | 16.948  | Vitória                 | Espírito Santo |
| Callegari                | PL           | 16.842  | São Paulo               | São Paulo      |
| Zé Pedro                 | PL           | 15.901  | Aimorés                 | Minas Gerais   |
| Alcântaro                | Republicanos | 15.742  | Aracruz                 | Espírito Santo |
| Allan Ferreira           | PODE         | 15.185  | Cachoeiro de Itapemirim | Espírito Santo |
| Bispo Alves              | Republicanos | 14.474  | Muribeca                | Sergipe        |
| Coronel Weliton          | PTB          | 12.176  | Serra                   | Espírito Santo |

#### Por Partido/Federación
| N.º                       | Partido                                          | Votos     | %      | Escaños | ±           |
| ------------------------- | ------------------------------------------------ | --------- | ------ | ------- | ----------- |
| 22                        | Partido Liberal (PL)                             | 265.398   | 12,83  | 5       | 5           |
| 10                        | Republicanos (REP)                               | 258.409   | 12,54  | 4       | 2           |
| 40                        | Partido Socialista Brasileiro (PSB)              | 164.155   | 7,92   | 3       | 1           |
| 13                        | Partido de los Trabajadores (PT)                 | 146.606   | 7,16   | 2       | 1           |
| 44                        | Unión Brasil (UNIÃO)                             | 144.715   | 6,97   | 2       | 3           |
| 19                        | Podemos (PODE)                                   | 140.112   | 6,75   | 3       | 1           |
| 11                        | Progresistas (PP)                                | 137.514   | 6,62   | 2       | 1           |
| 45                        | Partido de la Social Democracia Brasileña (PSDB) | 113.730   | 5,47   | 2       | 1           |
| 12                        | Partido Democrático Laborista (PDT)              | 109.905   | 5,29   | 2       | 1           |
| 14                        | Partido Laborista Brasileño (PTB)                | 96.412    | 4,60   | 1       | Sin cambios |
| 51                        | Patriota (PATRI)                                 | 81.389    | 3,88   | 1       | Sin cambios |
| 20                        | Partido Social Cristiano (PSC)                   | 73.749    | 3,52   | 1       | 1           |
| 50                        | Partido Socialismo y Libertad (PSOL)             | 56.100    | 2,67   | 1       | 1           |
| 18                        | Red de Sostenibilidad (REDE)                     | 49.327    | 2,35   | 0       | 1           |
| 55                        | Partido Social Democrático (PSD)                 | 48.628    | 2,32   | 0       | 1           |
| 77                        | Solidaridad (SD)                                 | 44.589    | 2,13   | 0       | Sin cambios |
| 23                        | Ciudadanía (CIDADANIA)                           | 32.895    | 1,57   | 1       | Sin cambios |
| 15                        | Movimento Democrático Brasileño (MDB)            | 30.907    | 1,47   | 0       | 2           |
| 27                        | Democracia Cristiana (DC)                        | 25.642    | 1,22   | 0       | Sin cambios |
| 43                        | Partido Verde (PV)                               | 13.711    | 0,65   | 0       | 2           |
| 36                        | Actuar (AGIR-36)                                 | 13.358    | 0,64   | 0       | Sin cambios |
| 65                        | Partido Comunista de Brasil (PCdoB)              | 11.657    | 0,56   | 0       | Sin cambios |
| 35                        | Partido de la Mujer Brasileña (PMB)              | 9.562     | 0,46   | 0       | Sin cambios |
| 90                        | Partido Republicano de Orden Social (PROS)       | 7.278     | 0,35   | 0       | 1           |
| 28                        | Partido Renovador Laborista Brasileño (PRTB)     | 1.526     | 0,07   | 0       | Sin cambios |
|                           |                                                  |           |        |         |             |
| Votos válidos             | Votos válidos                                    | 2.077.274 | 89,86  |         |             |
| Votos en blanco           | Votos en blanco                                  | 140.025   | 6,06   |         |             |
| Votos nulos               | Votos nulos                                      | 94.330    | 4,08   |         |             |
| Total                     | Total                                            | 2.311.629 | 100,00 | 30      | Sin cambios |
| Registrados/Participación | Registrados/Participación                        | 2.917.714 | 79,23  |         |             |